# Список деталей поверхности Амальтеи

Поверхность Амальтеи с наименованными деталями поверхности

Это список наименованных деталей поверхности Амальтеи — спутника Юпитера. Деталям рельефа присвоены имена из древнегреческой мифологии — в честь людей и мест, фигурирующих в мифе об Амальтеи. По состоянию на март 2015 года названия присвоены 4 таким объектам.
Названия на Амальтеи получили детали рельефа двух категорий:
- Факулы (небольшие яркие области)
- Кратеры

## Факулы
Факулы (лат. facula) Амальтеи называют именами мест, что фигурируют в мифе об Амальтеи.
| Русское название | Латинское название | Координаты                                  | Размер (км) | Год утвержд. названия | Эпоним                                    |
| ---------------- | ------------------ | ------------------------------------------- | ----------- | --------------------- | ----------------------------------------- |
| Факула Ида       | Ida Facula         | 17° с. ш. 174° з. д. / 17° с. ш. 174° з. д. | 50          | 1979                  | Гора Ида, на которой в детстве играл Зевс |
| Факула Ликт      | Lyctos Facula      | 7° ю. ш. 172° з. д. / 7° ю. ш. 172° з. д.   | 25          | 1979                  | Город Ликт, вблизи которого вырос Зевс    |

## Кратеры
Кратеры Амальтеи называют именами людей, что фигурируют в мифе об Амальтеи.
| Русское название | Латинское название | Координаты                                | Размер (км) | Год утвержд. названия | Эпоним                                                                    |
| ---------------- | ------------------ | ----------------------------------------- | ----------- | --------------------- | ------------------------------------------------------------------------- |
| Пан              | Pan crater         | 55° с. ш. 35° в. д. / 55° с. ш. 35° в. д. | 100         | 1979                  | Пан — бог лесов, покровитель охотников и пастухов, сын Амальтеи и Гермеса |
| Гея              | Gaea crater        | 80° ю. ш. 90° з. д. / 80° ю. ш. 90° з. д. | 80          | 1979                  | Гея — богиня земли, которая принесла Зевса на Крит                        |

## Галерея
|                                                                                            |                                                                              | |
| Амальтея (снимок «Вояджера-1», 1979). Яркое пятно вверху — факула Ида, внизу — факула Ликт | Снимки «Галилео», 1999. Факула Ида — слева вверху, факула Ликт — слева внизу | Ведущая сторона Амальтеи (Юпитер справа, север сверху). Кратер Пан виден на правом верхнем краю, Гея (с яркими склонами) — на нижнем. Цветное фото «Вояджера-1» (1979) |